# Élections sénatoriales de 2020 en Utah
Les élections sénatoriales de 2020 en Utah ont lieu le 3 novembre 2020 afin d'élire 15 des 29 membres du Sénat de l'État américain de l'Utah.

## Système électoral
Le Sénat de l'Utah est la chambre haute de son parlement bicaméral. Il est composé de 29 sièges pourvus pour quatre ans mais renouvelé par moitié tous les deux ans au scrutin uninominal majoritaire à un tour dans autant de circonscriptions que de sièges à pourvoir.

## Résultats
|       | Parti républicain | 23 | 13 | 13 | 23 | en stagnation |  |  |  |
|       | Parti démocrate   | 6  | 2  | 2  | 6  | en stagnation |  |  |  |
|       |                   |    |    |    |    |               |  |  |  |
| Total | Total             | 29 | 15 | 15 | 29 | en stagnation |  |  |  |